# 兰萨罗特机场
兰萨罗特塞萨尔·曼里克机场 （西班牙語：Aeropuerto César Manrique-Lanzarote），通称兰萨罗特机场，是加那利群岛中兰萨罗特岛上的一座国际机场。它位于岛首府阿雷西费五公里处。它为本岛的旅游业的发展起着至关重要的作用。从此机场出发的航班大多数是飞往欧盟国家。飞往英国和德国的航班几乎占国际航班的60%。国内主要有三条航线：马德里-巴拉哈斯、大加那利岛和特内里费-北。机场在2016年接待了六百六十八万以上的旅客，近五万五千多次航班，超过1.7吨的货运。

## 历史
早在1936年在兰萨罗特岛上建了一块补给飞机坪来满足从西班牙本土飞越兰萨罗特岛至加那利群岛的要求。在二十世纪四十年代中期空军作为加那利群岛防御体系的一部分批准了在兰萨罗特岛建设一座机场。1947年机场正式对民用飞机开放。1969年新的航站楼和其它设备开始建造，建成后于1970年3月3日对国内和国际航线开放。

### 航空博物馆

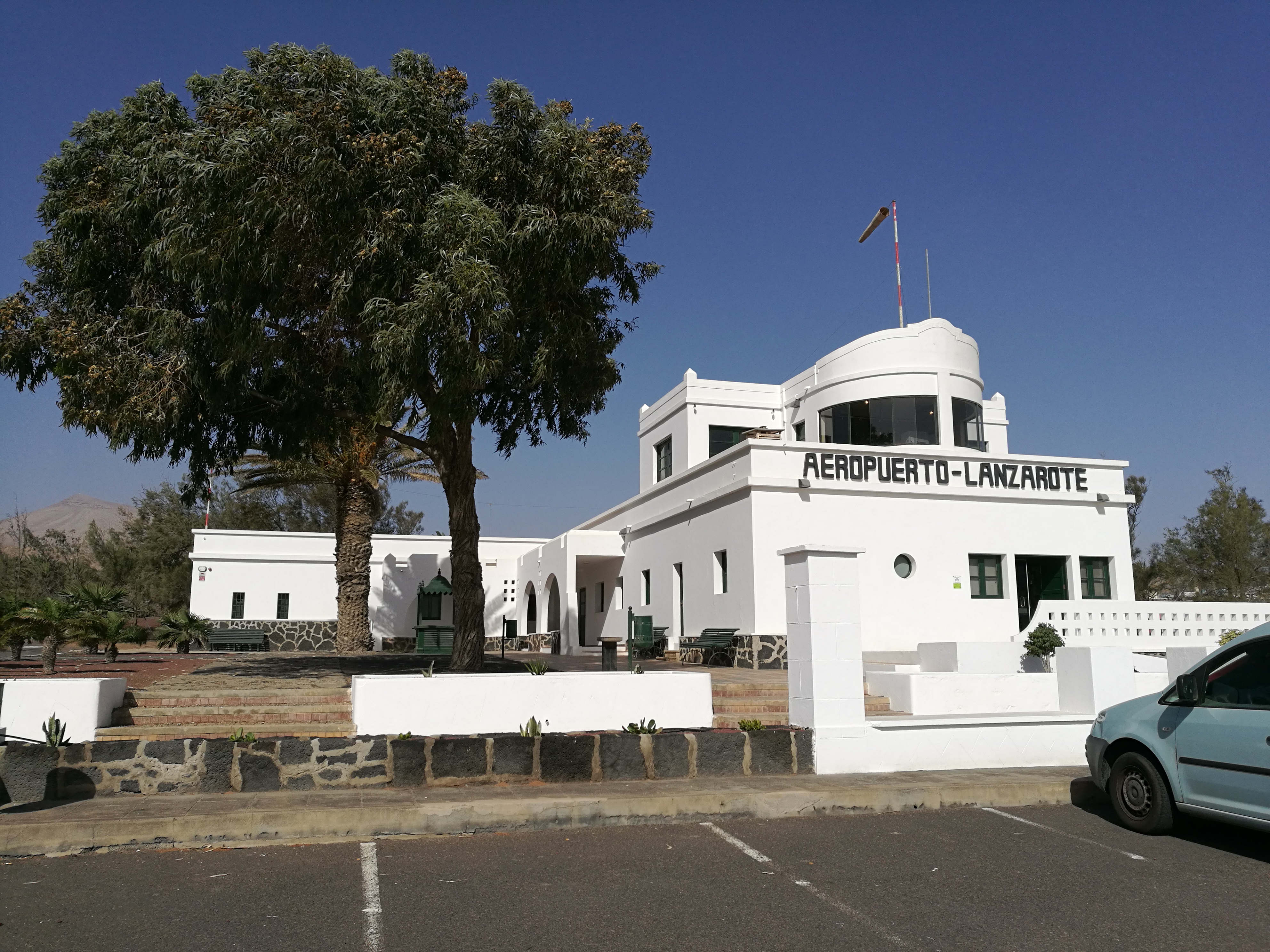
航空博物馆，原先为航站楼

兰萨罗特机场在1946至1970年间运行的第一座航站楼现已辟为航空博物馆。博物馆在展示兰萨罗特岛近代历史的同时，也把这座极有历史价值的建筑保护起来，并作为教育和宣传用途的地方。
博物馆中永久展品包括这个飞行场的历史性照片、导航仪器、各个时期飞机的模型、由航空用具收集者捐献的各种物品、以及有关机场和该岛航空历史的照片投影等。
该建筑有两层。在第二层还保留了原来的控制塔和通讯及气象站的样子。在第一层原来则为主厅、行李托运和旅客值机厅、咖啡厅及其它服务设施的地方。
在这幢具有重要历史意义的航站楼建筑里有一副由当地艺术家塞萨尔·曼里克在1953年创作的名为《兰萨罗特》的壁画。壁画除了其本身的艺术价值之外，还包含了很多有关兰萨罗特岛20世纪上半叶现实的暗喻和参考，那个时候开始形成了当今人们对兰萨罗特岛的特有印象。

## 统计数据
|                           | 旅客人数  | 飞机起降次数 | 货运 (吨) |
| ------------------------- | --------- | ------------ | --------- |
| 2000                      | 5,002,551 | 44,814       | 6,403     |
| 2001                      | 5,079,790 | 43,368       | 7,134     |
| 2002                      | 5,123,574 | 45,050       | 7,201     |
| 2003                      | 5,383,426 | 47,667       | 7,492     |
| 2004                      | 5,517,136 | 48,446       | 7,996     |
| 2005                      | 5,467,499 | 47,158       | 6,629     |
| 2006                      | 5,626,087 | 50,172       | 6,113     |
| 2007                      | 5,625,580 | 52,968       | 5,784     |
| 2008                      | 5,438,178 | 53,375       | 5,429     |
| 2009                      | 4,701,669 | 42,915       | 4,146     |
| 2010                      | 4,938,632 | 46,668       | 3,787     |
| 2011                      | 5,543,744 | 49,675       | 2,873     |
| 2012                      | 5,168,775 | 44,787       | 2,108     |
| 2013                      | 5,334,599 | 44,259       | 2,081     |
| 2014                      | 5,882,691 | 49,576       | 2,052     |
| 数据来源: Aena Statistics |           |              |           |

## 图集

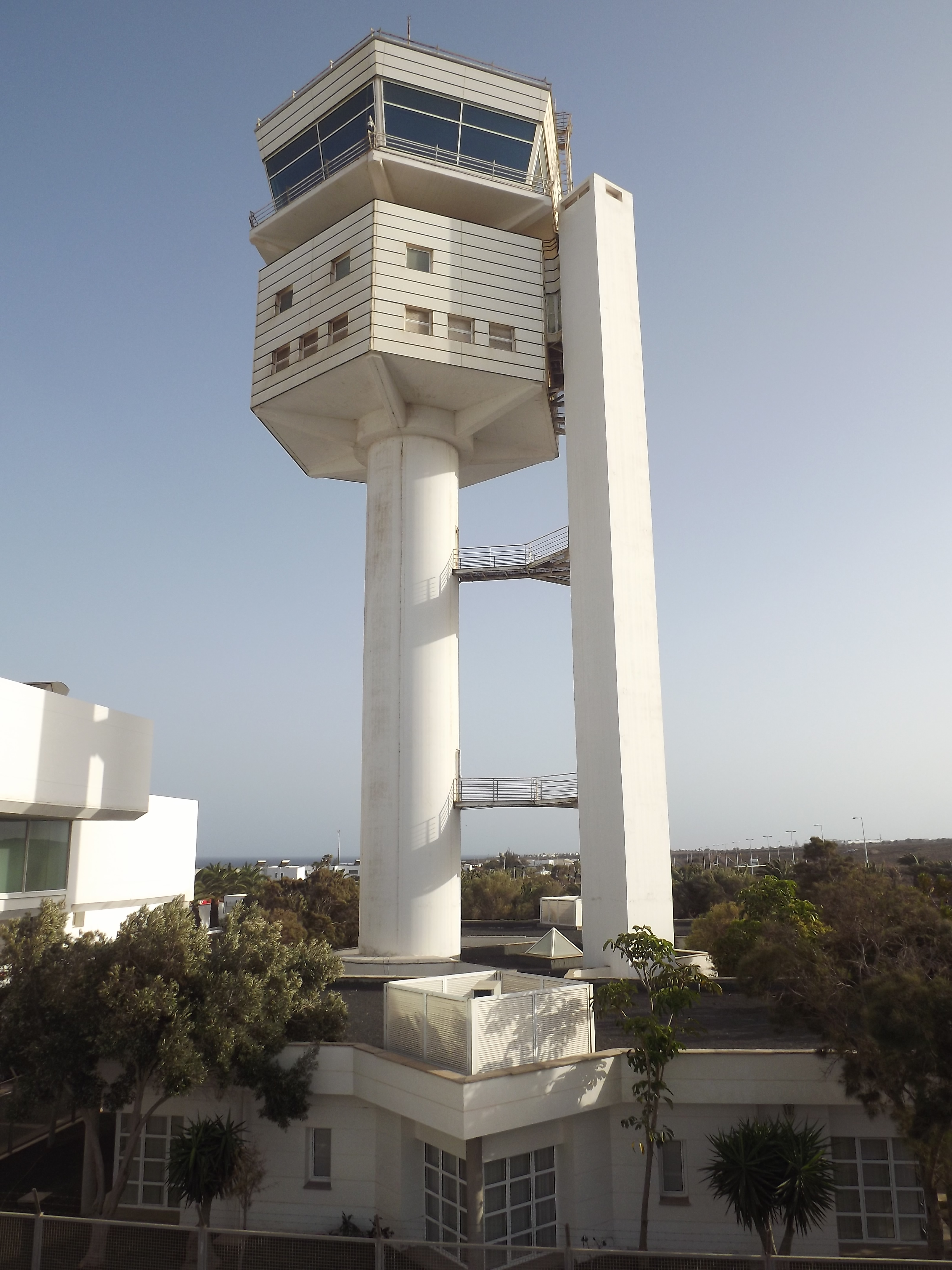
控制台
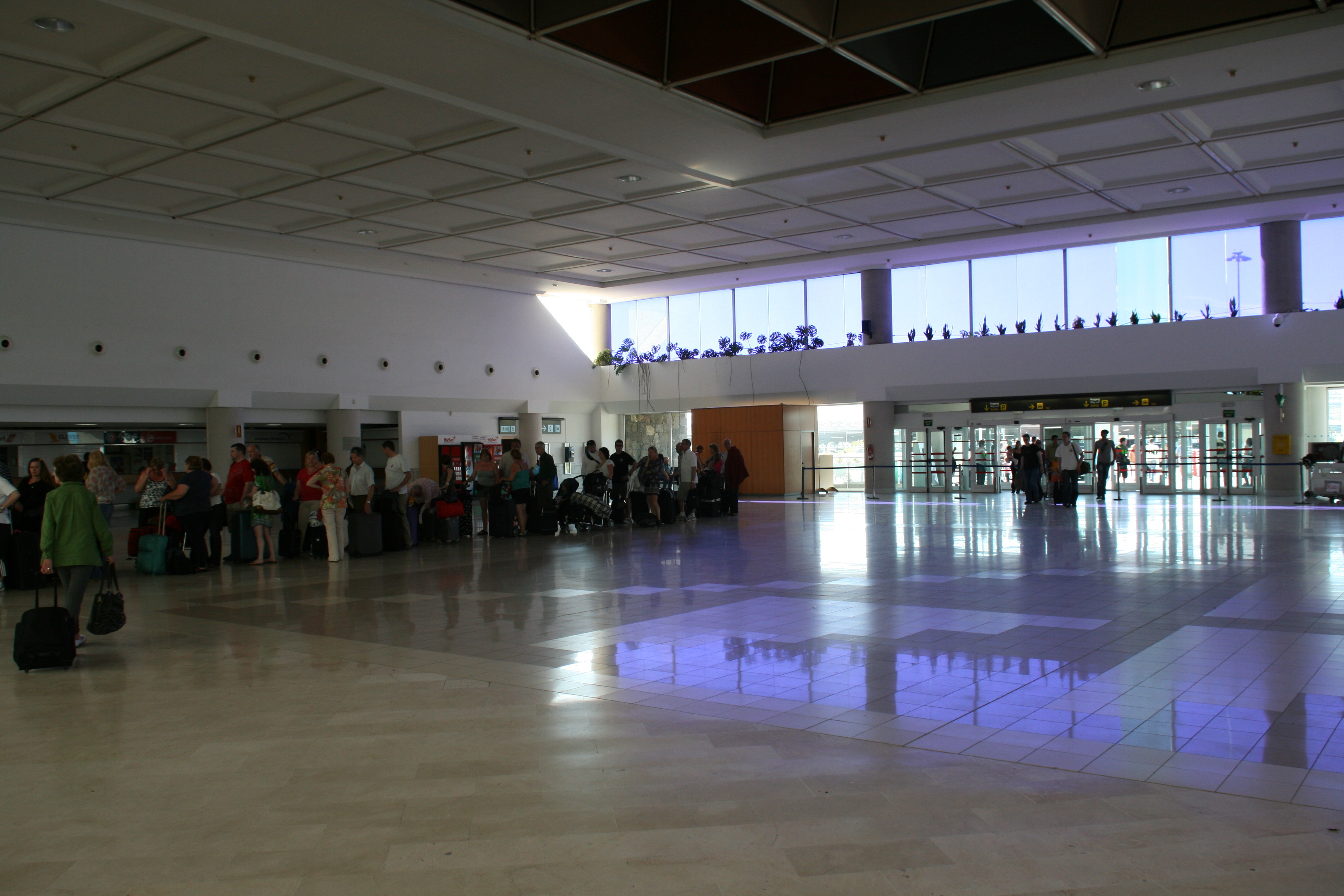
旅客大厅
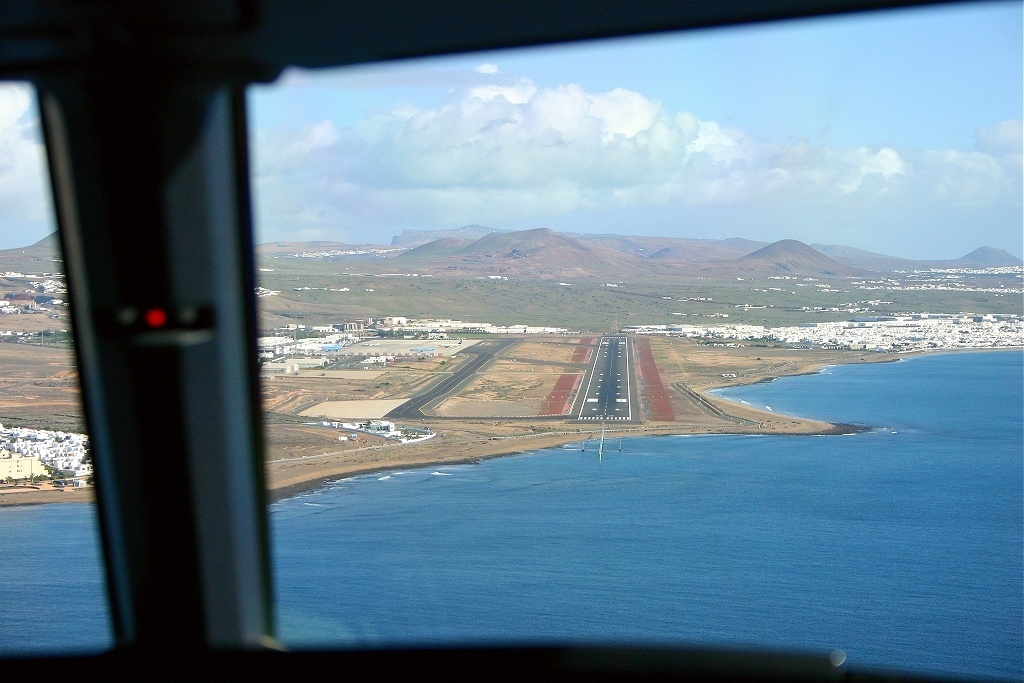
机场跑道